# Iossif Notkine
Iossif Isaakovitch Notkine (Иосиф Исаакович Ноткин), né le 15 mai 1928 à Odessa en URSS, est un architecte israélien d'origine soviétique, également urbaniste et historien de l'architecture et spécialiste de la restauration de monuments historiques orientaux, notamment en république socialiste soviétique d'Ouzbékistan.

## Biographie
Iossif Notkine naît dans une famille juive d'Odessa. Il termine d'Institut polytechnique d'Asie centrale de Tachkent en 1950. Il est docteur en architecture en 1982, et membre-correspondant de l'Académie internationale d'architecture depuis 1992.
Notkine dirige de 1972 à 1992 le département de recherches et des projets de l'Institut d'urbanisme de Tachkent, où il mène des travaux à propos de la reconstruction et de la restauration des villes historiques d'Ouzbékistan.
Il est l'auteur de plus d'une centaine de publications concernant l'histoire, l'architecture et l'urbanisme de l'Asie centrale. Il émigre en Israël en 1996 et demeure présentement à Jérusalem.

## Quelques travaux
- Redressement du portail du mausolée de Gour-Émir à Samarcande
- Études et restauration du mausolée de Shah-e Zindeh de Samarcande
- Restauration de l'ensemble d'Itchan Kala à Khiva (1975)
- Plan d'urbanisme et de développement de Khiva et de Boukhara (1975)

## Quelques publications
En russe : 
- Бухарская резьба по ганчу в работах Усто Ширина Мурадова  [La Sculpture boukhariote sur bois par filetage (gantch) dans l'œuvre d'Ousta-Chirine Mouradov ], Tachkent, éditions d'État de littérature artistique de la RSS d'Ouzbékistan, 1961.
- Искусство древних  [L'Art des anciens], Tachkent, éd. Ouzbékistan, 1967.
- Архитектурная керамика Узбекистана  [La Céramique architecturale d'Ouzbékistan], Tachkent, Fan, 1968.
- Дворец Таш-Хаули  [Le Palais Tach Khaouli ], Tachkent, éd. Ouzbékistan, 1976.
- Мавзолей пахлавана Махмуда  [Le Mausolée de Pakhlavan Mahmoud], Tachkent, éd. Ouzbékistan, 1977.
- Минареты Хивы  [Les Minarets de Khiva], Tachkent, éd. Ouzbékistan, 1978.
- En collaboration avec V. A. Boulatova : Архитектурные памятники Хивы (путеводитель)  [Les Monuments architecturaux de Khiva (guide)], Tachkent, éd. Ouzbékistan, 1965.

En anglais : 
- Notkin, I.I. 1989. Genotypes of Spatial Form in the Architecture of the East, in Muqarnas VI: An Annual on Islamic Art and Architecture. Oleg Grabar (ed.). Leyde, E.J. Brill[3].
- Notkin, I.I. 1995. Decoding Sixteenth-Century Muqarnas Drawings, in Muqarnas Volume XII: An Annual on Islamic Art and Architecture. Leyde, E.J. Brill[4].

## Source
- (ru) Cet article est partiellement ou en totalité issu de l’article de Wikipédia en russe intitulé « Ноткин, Иосиф Исаакович » (voir la liste des auteurs).